# Attaque du 6 octobre 2022 à Na Klang
La fusillade du 6 octobre 2022 à Na Klang est survenue le 6 octobre 2022 lorsqu'un homme armé d'une arme à feu et d'un couteau a tué au moins trente-sept personnes dans la province de Nong Bua Lamphu, en Thaïlande. L'attaque s'est principalement produite dans une crèche située dans le sous-district d'Uthai Sawan du district de Na Klang,. Il s'agit du meurtre de masse le plus meurtrier commis par un seul auteur en Thaïlande, dépassant la fusillade de Nakhon Ratchasima en 2020.

## Attaque
L'attaque a commencé à 12 h 50 (UTC+7) dans une crèche peu après l'heure du déjeuner. Armé d'un pistolet de calibre 9 mm et d'un couteau, l'agresseur a attaqué quatre ou cinq membres du personnel. Parmi eux se trouvait une enseignante enceinte de huit mois. Il est ensuite entré dans une pièce où dormaient des enfants et les a attaqués au couteau. Des témoins à proximité ont confondu le bruit de l'attaque avec des "feux d'artifice". Il y avait 30 enfants dans la crèche au moment de l'attaque. Le pistolet 9 mm utilisé lors de l'attaque a été acheté légalement par le tireur. Les corps de dix-neuf garçons et trois filles ont été découverts dans la crèche tandis que les ceux d'un enfant et d'un adulte ont été retrouvés dans un bâtiment gouvernemental voisin.
Par la suite, l'agresseur a pris la fuite dans une camionnette blanche Toyota Hilux Vigo. Un responsable de la police a déclaré qu'en quittant l'établissement, l'agresseur a tiré sur des passants et les a percutés avec son véhicule, blessant deux personnes. Il y a eu 11 décès supplémentaires (neuf adultes et deux enfants) à l'extérieur de la crèche lorsque l'agresseur a tiré depuis son véhicule, selon la police. Parmi les 11 morts figuraient la femme et les enfants de l'agresseur sur lesquels il a mortellement tiré avant de se suicider. Trois adultes sont morts sur le chemin de l'hôpital.

## Victimes
37 personnes ont été tuées, dont au moins 24 enfants, la plus jeune victime ayant deux ans. 12 autres personnes ont été blessées.

## Auteur
L'agresseur a été identifié par la police comme étant Panya Khamrab, 34 ans. Khamrab, né le 4 juin 1988, était un résident de la province de Nong Bua Lamphu et un ancien sergent de police du district de Na Wang,. C'était un drogué qui a commencé pendant ses années de lycée. Il a été démis de ses fonctions de policier en 2021 à la suite d'une affaire judiciaire. En janvier 2022, il a été arrêté pour possession de méthamphétamine. Après son arrestation, il a été renvoyé des forces de police en juin 2022. Plus tôt dans la journée, Khamrab a assisté à une audience concernant ses délits liés à la drogue et devait comparaître à une audience du tribunal le vendredi 7 octobre 2022, en rapport avec ses infractions.

## Conséquences
La division de répression du crime de Hanuman et l'unité Arintaraj 26 (en) étaient présentes sur les lieux après l'attaque.
L'hôpital Nong Bua Lamphu a déclaré qu'il y avait un besoin urgent de sang et une collecte de sang a été organisée à l'hôpital.

## Réactions
Le roi Vajiralongkorn a pris les victimes sous le patronage royal, ce qui signifie que le roi couvrira les frais funéraires des personnes tuées et les frais médicaux des blessés.
Le premier ministre thaïlandais, Prayut Chan-o-cha, a ordonné aux agences compétentes d'aider les blessés et d'ouvrir une enquête sur l'événement. Le premier ministre Chan-o-cha, également ministre de la Défense, arrivera à Nong Bua Lamphu le 7 octobre pour rendre visite aux survivants et aux familles des victimes. Le premier ministre Chan-o-cha a exprimé ses condoléances et a qualifié l'incident de « choquant ». Il a été cité disant « Je ressens une profonde tristesse envers les victimes et leurs proches ».
L'UNICEF a condamné l'attaque, ajoutant que « les centres de développement de la petite enfance, les écoles et tous les espaces d'apprentissage doivent être des refuges sûrs pour que les jeunes enfants apprennent, jouent et grandissent pendant leurs années les plus critiques ». L'organisation a également exhorté les médias et le public à éviter de partager des images de l'incident. Plusieurs dirigeants mondiaux, dont la première ministre britannique Liz Truss et le premier ministre australien Anthony Albanese, ont exprimé leurs condoléances sur Twitter.